# Partido Progresista Popular (Ghana)
El Partido Progresista Popular (en inglés: Progressive People's Party; en akan: Kɔ anim ɔmanfo Apontow) o PPP es un partido político ghanés fundado en enero de 2012 como una escisión del Partido de la Convención Popular. Desde ese año, se ha convertido en el tercer partido más fuerte del país aparte del férreo bipartidismo imperante entre el Nuevo Partido Patriótico (NPP) y el Congreso Nacional Democrático (NDC). Es liderado por Paa Kwesi Nduom, quien fue su candidato presidencial en las elecciones generales de 2012 y, posteriormente, en las de 2016.  En las primeras obtuvo 64.362 y 113.240 votos respectivamente. El partido se declara progresista o socioliberal, y su líder, Nduom, es de tendencia nkrumahista.